# Victoria Cross
La Victoria Cross è la più alta onorificenza militare assegnata per il valore "di fronte al nemico" ai membri delle forze armate di alcune nazioni del Commonwealth e di alcuni territori dell'ex Impero britannico. Questa decorazione ha la precedenza su ogni altro ordine, decorazione e medaglia. Può essere assegnata a una persona di qualsiasi grado militare in qualsiasi servizio e ai civili sotto comando militare. Viene conferita dalla monarchia britannica durante un'investitura che si tiene a Buckingham Palace. È la decorazione più elevata assieme alla George Cross, l'equivalente onorificenza per il valore mostrato "non di fronte al nemico".
La Victoria Cross fu introdotta il 29 gennaio 1856 dalla regina Vittoria per ricompensare le azioni valorose durante la guerra di Crimea. Da allora la medaglia è stata conferita 1 356 volte a 1 353 persone. Solo 14 medaglie sono state assegnate dopo la seconda guerra mondiale. Si racconta che il metallo di cui è composta provenga da un cannone russo catturato durante l'assedio di Sebastopoli, ma delle ricerche recenti hanno sollevato dei dubbi e suggeriscono altre origini. A causa della sua rarità, è molto preziosa e può raggiungere un valore di 200 000 sterline all'asta. Esistono varie collezioni pubbliche e private, la più famosa delle quali appartiene a Lord Ashcroft e comprende più di un decimo di tutte le Victoria Cross assegnate.

## Origine
Nel 1854, dopo quaranta anni di pace, il Regno Unito si trovò in conflitto contro la Russia. La guerra di Crimea fu una delle prime guerre dove venne utilizzato un sistema di documentazione moderno, e i dispacci di William Howard Russell contenevano le descrizioni di molte azioni di coraggio e valore di soldati britannici che non erano ricompensate.
Prima della guerra di Crimea, non era presente un sistema ufficiale e standardizzato per il riconoscimento del valore nelle forze armate britanniche. Gli ufficiali potevano ricevere onorificenze come l'Ordine del Bagno, mentre per atti di valore minore veniva effettuata una menzione nei dispacci. Questa struttura era di fatto molto limitata, e in pratica le onorificenze come l'Ordine del Bagno erano ristrette agli ufficiali da campo. Le menzioni nei dispacci erano in gran parte limitate a quelli che erano osservati direttamente dai comandanti sul campo e generalmente membri dello staff del comandante.
Altre nazioni europee possedevano onorificenze che non discriminavano la classe o il rango delle persone; la Francia conferiva la Legione d'onore agli ufficiali e la Médaille militaire agli altri soldati, mentre i Paesi Bassi conferivano l'Ordine militare di Guglielmo. Tra la popolazione e la corte reale stava crescendo il desiderio di una nuova onorificenza per riconoscere gli atti di valore. La regina Vittoria emanò un'autorizzazione firmata il 29 gennaio 1856 (pubblicata sulla gazzetta di Londra il 5 febbraio 1856) per costituire ufficialmente la Victoria Cross. L'ordine venne retrodatato al 1854 per poterla conferire a coloro che avevano compiuto atti di valore durante la guerra di Crimea.
La regina Vittoria incaricò l'ufficio di guerra di creare una nuova medaglia che non avrebbe dovuto considerare la nascita o la classe. Essa venne pensata come una decorazione semplice che avrebbe dovuto essere di grande valore ed entusiasticamente considerata da coloro che prestavano il servizio militare. Per mantenere la semplicità, la regina Vittoria, sotto la guida del principe consorte Alberto, preferì il nome Victoria Cross, invece di The Military Order of Victoria. L'autorizzazione originale affermava che la Victoria Cross sarebbe stata conferita solo ai soldati che avevano prestato servizio in presenza di un nemico e avevano compiuto gesti di valore o devozione. La prima cerimonia si tenne il 26 giugno 1857, e in quella occasione la Regina conferì la Victoria Cross a 62 dei 111 destinatari per la guerra di Crimea durante una cerimonia a Hyde Park.
Ufficialmente le Victoria Cross furono fuse nel bronzo di due cannoni russi catturati dopo l'assedio di Sebastopoli. Lo storico John Glanfield, attraverso l'uso dei raggi X su antiche Victoria Cross, stabilì che il metallo utilizzato era derivato da antiche armi cinesi e non era di origini russe. Si ipotizzò quindi che le armi fossero di origine cinese e che fossero state catturate e riutilizzate dai russi a Sebastopoli. Inoltre alcune medaglie create durante la prima guerra mondiale potrebbero essere state composte di metalli provenienti dalla Società di giustizia e concordia, ma il metallo originale venne utilizzato nuovamente dopo la guerra. Si pensa anche che tra il 1942 e il 1945 fosse stato utilizzato del metallo proveniente da un'altra fonte per creare cinque Victoria Cross.
Le canne dei cannoni in questione erano depositate fuori dalla mensa ufficiali alle Royal Artillery Barracks a Woolwich. Mentre un'altra porzione, di 10 kg, è conservata presso il 15º reggimento del Royal Logistic Corps a Donnington e può essere spostata solo sotto scorta armata. È stato stimato che da questa fonte potrebbero essere create circa 80-85 medaglie. Dalla sua creazione solo i gioiellieri della Hancocks di Londra, sono autorizzati a fabbricare la medaglia.

## Aspetto

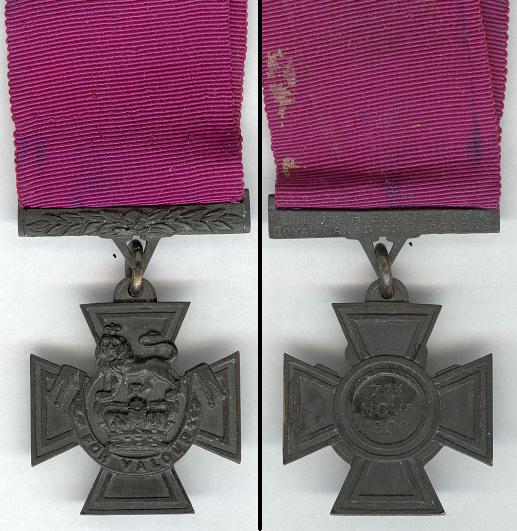
La medaglia di Richard Ernest William Turner

L'aspetto è a forma di Croce patente a cerchio alta 41 mm, larga 36 mm, con l'incisione di una corona sormontata da un leone e la scritta FOR VALOUR (per il valore). Originalmente doveva essere presente la scritta FOR BRAVERY (per il coraggio), ma fu cambiato su suggerimento della regina Vittoria, la quale non voleva che si pensasse che solo coloro insigniti della Victoria Cross fossero stati coraggiosi in battaglia. La decorazione pesa complessivamente circa 27 g.
La croce è sospesa da un anello agganciato a una "V" collegata a una barra ornata con foglie d'alloro, attraverso la quale viene fatto passare il nastro. Sul rovescio viene inciso il nome, il rango, il numero e l'unità del destinatario ed è presente al centro un cerchio che circonda la data in cui è stata assegnata.
Il nastro ha colore rosso porpora ed è largo 38 mm. Le specifiche originali del 1856 prevedevano che il nastro fosse rosso per i destinatari dell'esercito e blu per quelli della marina. Venne tuttavia abolito il nastro di colore blu subito dopo la formazione della Royal Air Force il 1º aprile 1918. Il 22 maggio 1920 re Giorgio V firmò un provvedimento che stabiliva il nastro di colore rosso e veniva richiesto a tutti coloro della Marina che avevano ricevuto l'onorificenza di cambiare il nastro originale con quello del nuovo colore. Anche se ufficialmente il colore dovrebbe essere rosso, esso è in realtà rosso-porpora o rosso-vino.

## Assegnazione
La Victoria cross è insignita per
Normalmente la richiesta di assegnazione viene inviata da un ufficiale e deve essere avallata da tre testimoni. Questa richiesta viene inoltrata attraverso i livelli superiori della gerarchia militare fino al Secretary of State for War, ora noto come Secretary of State for Defence. Infine viene presentata al monarca che approva l'assegnazione con la firma. Il riconoscimento di questo onorificenza viene sempre pubblicato nella London Gazzette, con la sola eccezione dell'assegnazione al "Milite americano ignoto" nel 1921. I regolamenti non stabiliscono con certezza chi deve di fatto conferire la medaglia al destinatario. La regina Vittoria disse che avrebbe voluto conferire di persona l'onorificenza e lo fece per 185 volte sulle 472 medaglie conferite durante il suo regno. Comprese le prime 62 medaglie assegnate a Hyde Park il 26 giugno 1857, quasi 900 medaglie sono state conferite personalmente ai destinatari dal monarca regnante. Circa 300 medaglie vennero conferite da un membro della famiglia reale o da un dignitario civile o militare. Circa 150 medaglie furono inviate al destinatario o ai suoi parenti stretti, oppure non è noto il metodo di conferimento.
Inizialmente questa medaglia non veniva conferita postuma. Tra il 1897 e l'inizio della seconda guerra boera infatti vennero citati nella London Gazzette i nomi di sei ufficiali con un memorandum dove veniva affermato che avrebbero ricevuto la Victoria Cross se fossero sopravvissuti. Nel settembre 1900 e nell'aprile 1901 apparvero altre tre note nella gazzetta per il valore nella seconda guerra boera. In seguito fu modificata parzialmente questa prassi e vennero assegnate l'8 agosto 1902 sei Victoria Cross postume, di cui tre a coloro che erano stati precedentemente nominati nella gazzetta. Cinque anni dopo, nel 1907, venne abolita completamente la prassi e le medaglie vennero inviate al parente più vicino dei sei ufficiali citati nella gazzetta. Il regolamento non venne comunque modificato ufficialmente per includere l'assegnazione postuma fino al 1920, anche se quasi un quarto delle Victoria Cross assegnate per la prima guerra mondiale furono postume.
Nel caso uno squadrone, una compagnia di una nave o un corpo distaccato di soldati (come i marines) compia un atto di valore nel quale tutti i membri della squadra siano considerati ugualmente valorosi, allora la Victoria Cross viene assegnata a un ufficiale scelto da altri ufficiali, a un sottufficiale scelto dagli altri sottufficiali e a due soldati o marinai scelti dagli altri soldati o marinai. In tutto furono assegnate 46 medaglie con questo sistema, di cui 29 durante i moti indiani del 1857. Altre quattro medaglie vennero assegnate alla Q Battery, Royal Horse Artillery il 31 marzo 1900 durante la seconda guerra boera. L'ultima assegnazione per l'esercito avvenne per le sei medaglie assegnate ai Lancashire Fusiliers per lo sbarco a Gallipoli il 25 aprile 1915, anche se tre delle medaglie non vennero pubblicate sulla gazzetta fino al 1917. Gli altri sette assegnamenti vennero compiuti nella marina, tre dei quali a due Q-Ship nel 1917 e quattro per l'attacco di Zeebrugge nel 1918. Non sono stati effettuati ulteriori selezioni del genere per l'assegnazione dell'onorificenza dal 1918.
Tra il 1858 e il 1881 la Victoria Cross poteva essere assegnata per azioni compiuti "in circostanze di estremo pericolo" non in presenza del nemico. Sei medaglie vennero conferite durante questo periodo e cinque di esse per un singolo incidente (un naufragio nei pressi delle Isole Andamane nel 1867). Nel 1881 venne nuovamente modificato il criterio di assegnamento e la Victoria Cross venne assegnata solo per azioni di valore "in presenza del nemico". A causa di questa modifica molti storici, tra cui Lord Ashcroft suggerirono che il cambiamento nella natura della guerra avrebbe comportato una diminuzione delle medaglie assegnate. L'aumento delle tecniche di combattimento a distanza ha infatti causato la diminuzione delle possibilità di compiere atti di valore. Dal 1940, il personale militare che si è distinto per coraggio "non in presenza del nemico" viene insignito della George Cross, che in ordine di importanza viene posizionata immediatamente dopo la Victoria Cross.

### Onorificenze coloniali
Nel 1867 la Victoria Cross venne estesa alle truppe coloniali, a seguito di una segnalazione riguardante il soldato coloniale Charles Heaphy per un'azione durante la guerra in Nuova Zelanda nel 1864. Heaphy era sotto il comando britannico e la Victoria Cross venne pubblicata sulla gazzetta nel 1867. Lo stesso anno, il governo della Nuova Zelanda si assunse tutte le responsabilità per le operazioni e non vennero inviate delle richieste per la Victoria Cross riguardanti le truppe locali che si distinguevano in azioni. Dopo atti coraggiosi di tre soldati neozelandesi nel novembre 1868 e nel gennaio 1869 durante la guerra della Nuova Zelanda, il 10 marzo 1869 venne creata una decorazione per i membri delle forze locali senza dover richiedere l'autorizzazione del segretario di Stato per le colonie. Anche se il governatorato generale venne ripreso per l'eccesso di autorità, questa onorificenza venne ratificata dalla Regina e venne rinominata in New Zealand Cross.
La questione se la richiesta potesse essere effettuata per truppe coloniali che non servivano con le truppe britanniche non venne sollevata in Nuova Zelanda, ma nel 1881 questo problema venne sollevato in Sudafrica. Il chirurgo John McCreal, un ufficiale delle forze sudafricane fu nominato per gli atti di valore compiuti durante le ostilità, che non erano stati approvati dal governo britannico. Fu insignito della Victoria Cross, secondo il principio che il valore in azione poteva essere riconosciuto indipendentemente dalle considerazioni politiche sulle operazioni militari. Più recentemente, quattro soldati australiani vennero insigniti della Victoria Cross per la guerra del Vietnam, anche se il Regno Unito non fu coinvolto nel conflitto.
Le truppe indiane non potevano inizialmente essere insignite con l'onorificenza poiché potevano ricevere l'Indian Order of Merit dal 1837, l'onorificenza britannica più antica per gli atti di valore in generale. Quando fu creata la Victoria Cross, le truppe indiane erano sotto il controllo della Compagnia britannica delle Indie Orientali e non passarono sotto il diretto controllo della corona fino al 1860. Gli ufficiali europei e i soldati che prestarono il servizio nella Compagnia britannica delle Indie Orientali non potevano ricevere l'Indian Order of Merit, quindi la Victoria Cross venne estesa per comprenderli nell'ottobre 1857. Fu solo alla fine del XIX secolo che si intensificarono le richieste della Victoria Cross per le truppe indiane. Esse poterono ufficialmente ricevere l'onorificenza nel 1911. La notizia della prima Victoria Cross assegnata a un soldato delle truppe indiane apparve sulla London Gazette il 7 dicembre 1914.

### Altre onorificenze nel Commonwealth
Recentemente, diverse nazioni del Commonwealth hanno introdotto un proprio sistema di onorificenze, separato dal sistema britannico. Dopo la separazione dell'India nel 1947, i due nuovi Stati India e Pakistan iniziarono a introdurre le proprie onorificenze. La Victoria Cross fu sostituita rispettivamente dalla Param Vir Chakra e dal Nishan-e-Haider, anche se i nuovi Stati continuarono a permettere a coloro insigniti della medaglia britannica di continuare a portarla. Diversi soldati e ufficiali pachistani vennero autorizzati a indossare sia le medaglie britanniche sia quelle ottenute nelle successive guerre indo-pakistane. Tre nazioni del Commonwealth, Australia, Canada e Nuova Zelanda introdussero le proprie decorazioni per le azioni di coraggio e valore, sostituendo quelle britanniche come la Military Cross con le proprie. Tuttavia la maggior parte delle nazioni del Commonwealth considera come maggiore decorazione per il valore delle onorificenze simili alla Victoria Cross.
L'Australia fu la prima nazione del Commonwealth a creare la propria Victoria Cross il 15 gennaio 1991. Anche se è una medaglia separata, il suo aspetto è identico a quello della controparte britannica. Il Canada ha fatto lo stesso nel 1993, creando una medaglia molto simile alla versione britannica, con la differenza della scritta FOR VALOUR che è stata modificata con la scritta analoga in latino PRO VALORE. Questa modifica fu compiuta a causa delle due lingue ufficiali del Canada, il francese e l'inglese. Mentre le medaglie neozelandesi e australiane sono ancora create con il metallo delle armi catturate durante la guerra di Crimea, quella canadese è fatta di metallo di cui non è nota la fonte.
La Nuova Zelanda è stata la terza nazione ad adattare la Victoria Cross al proprio sistema di onorificenze. Mentre le medaglie della Nuova Zelanda e dell'Australia sono onorificenze tecnicamente separate, la decorazione è identica al disegno britannico, compreso lo stesso metallo. A oggi (luglio 2007), solo una di queste medaglie è stata conferita. Il destinatario è un soldato neozelandese, conferito dell'onorificenza il 2 luglio 2007 per le sue azioni nel conflitto in Afghanistan del 2004. Una delle Victoria Cross canadese doveva essere conferita al Milite Ignoto il 7 aprile 2007, il giorno del 90º anniversario della battaglia di Vimy, ma a seguito di pressioni da parte delle associazioni di veterani l'assegnazione venne cancellata.

## Autorevolezza e privilegi
Essendo l'onorificenza britannica più alta per il valore, la Victoria Cross è sempre la prima medaglia a essere assegnata a un'investitura, precedendo anche la nomina dei cavalieri, come avvenne durante la cerimonia per il conferimento della Victoria Cross a Johnson Beharry, il quale ricevette la medaglia prima del generale Sir Mike Jackson. Per il suo status, la Victoria Cross è la prima a essere indossata tra le altre medaglie e appare sempre prima delle altre onorificenze. Le azioni di estremo valore che non avvengono di fronte al nemico sono riconosciute con il conferimento della George Cross, che ha precedenza equivalente ma è conferita per seconda poiché è più recente.
Esiste la convinzione errata che tutti i ranghi militari debbano sempre salutare chi ha ricevuto la Victoria Cross. Non esiste ufficialmente un tale obbligo nei regolamenti ma viene fatto per tradizione, quindi anche i militari di più alto grado salutano un soldato semplice che ha ricevuto la Victoria Cross o la George Cross.
I decorati di Victoria Cross, e di George Cross, viventi sono stati inseriti tra i beneficiari del conferimento delle medaglie per l'incoronazione del Re Carlo III e per i Giubilei d'oro e di platino della Regina Elisabetta II.

### Compenso
Originalmente, il regolamento prevedeva che i sottufficiali, i soldati e i marinai insigniti della medaglia erano titolari di un compenso pari a 10 sterline annue. Nel 1898 la regina Vittoria innalzò la cifra a 50 sterline per coloro che non possedevano mezzi di sostentamento, erano anziani o malati. Ai giorni nostri le persone che hanno ricevuto questa onorificenza sono titolari di un compenso determinato dal governo che ha assegnato la medaglia. Dal 2002, il governo britannico assegna 1 495 sterline annue. Nel gennaio 2005, sotto il Canadian Gallantry Awards Order, i membri del forze canadesi o coloro che si sono arruolati nelle forze britanniche prima del 31 marzo 1949 mentre erano domiciliati in Canada ricevono 3 000 dollari canadesi annui. Il governo australiano fornisce alle due persone ancora in vita che hanno ricevuto la medaglia una somma di 3 230 dollari australiani annui, indicizzato con l'andamento dell'inflazione.

## Decorati

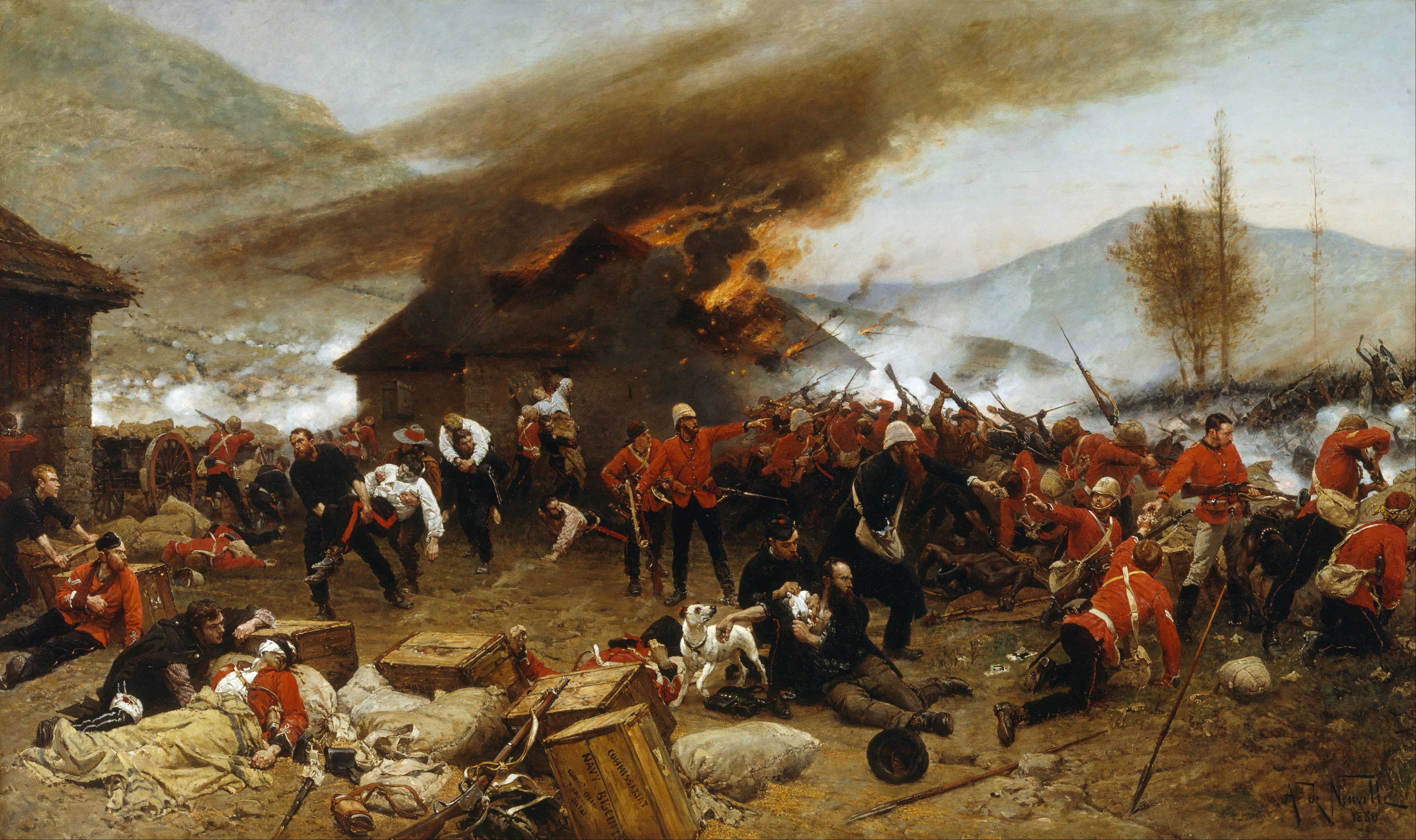
Il più grande numero di Victoria Cross assegnate a una singola azione fu pari a 11 a Rorke's Drift il 22 gennaio 1879

Dal 1856 sono state assegnate 1 356 medaglie a 1 352 persone. Tre persone sono state insignite della Victoria Cross e della Metal Bar, che è una medaglia per due azioni separate; Noel Godfrey Chavasse e Arthur Martin-Leake, entrambi membri della Royal Army Medical Corps e il neozelandese Charles Upham. Nel 1921 la medaglia è stata conferita al Milite Ignoto statunitense della prima guerra mondiale (il Milite Ignoto britannico è stato reciprocamente conferito della Medal of Honor statunitense). Nel 1856 la regina Vittoria ha depositato una Victoria Cross sotto la prima pietra dell'ospedale militare Netley, ed essa non viene conteggiata ufficialmente. Quando l'ospedale venne demolito nel 1966 la medaglia, nota col nome di "Victoria Cross di Netley" è stata recuperata ed è attualmente esposta all'Army Medical Services Museum ad Ash, nei pressi di Aldershot.
Ci sono diverse statistiche sul numero maggiore di medaglie conferite in una singola battaglia o guerra. Il numero maggiore di medaglie conferite per le azioni compiute durante un singolo giorno è pari a 24, il 16 novembre 1857, in relazione all'assedio di Lucknow, mentre il numero maggiore di medaglie per una singola azione è pari a 11 per la difesa di Rorke's Drift il 22 gennaio 1879 (in quest'occasione venne anche conferita per la prima volta ad un non britannico, ovvero lo svizzero Christian Ferdinand Schiess). Il conflitto che ha il maggior numero di medaglie è la prima guerra mondiale, con un totale di 634 Victoria Cross assegnate. Esistono solo undici persone ancora in vita che possiedono una Victoria Cross – cinque inglesi, due australiani e quattro Gurka – sette di loro a seguito di azioni valorose durante la seconda guerra mondiale.
Il capo chirurgo William Manley è l'unica persona ad aver ricevuto la Victoria Cross e la Iron Cross. La prima venne conferita per le azioni durante la guerra neozelandese il 29 aprile 1864 e la Iron Cross per le cure prestate ai feriti durante la guerra franco-prussiana del 1870-71. L'ufficiale neozelandese Lloyd Trigg è l'unico militare le cui azioni, che gli valsero una Victoria Cross, sono state testimoniate dal nemico, poiché non erano sopravvissuti testimoni alleati. La richiesta di onorificenza è stata inviata dal capitano dell'U-Boot tedesco U-468, affondato dall'aereo di Trigg. Anche il capitano di corvetta Gerard Roope, Capitano della Glowworm venne decorato su raccomandazione del nemico, il capitano dell'incrociatore tedesco Admiral Hipper, ma le sue azioni furono testimoniate anche da alcuni testimoni alleati sopravvissuti.

### Victoria Cross dopo la seconda guerra mondiale
Dalla fine della seconda guerra mondiale, la Victoria Cross venne conferita 13 volte: quattro durante la guerra di Corea, una nella confronto tra Indonesia e Malesia nel 1965, quattro per la guerra del Vietnam, due durante la guerra delle Falkland nel 1982, una per la guerra in Iraq nel 2004 e una nella guerra in Afghanistan nello stesso anno. La Nuova Zelanda ha assegnato una Victoria Cross, per azioni di valore compiute nel 2004, che tuttavia venne assegnata nel 2007.
Nel marzo 2002, è stato riferito dai media che la Victoria Cross era stata assegnata a un sergente maggiore di identità sconosciuta che prestava servizio nello Special Air Service per i combattimenti avvenuti a Tora Bora nel novembre 2001. Tuttavia questa assegnazione non venne mai confermata e assieme a un suo compagno venne invece insignito nell'ottobre 2002 con la Conspicuous Gallantry Cross.
Le due medaglie conferite nel XXI secolo a militari britannici sono relative alle azioni compiute nella guerra in Afghanistan e nella guerra in Iraq. Il 18 marzo 2005 l'allora soldato Johnson Beharry del 1º battaglione (oggi con il grado di Lance Corporal) del Reggimento Princess of Wales divenne la prima persona insignita della Victoria Cross dal 1982 quando venne assegnata al sergente Ian John McKay. Il conferimento più recente (postumo) è relativo al caporale Bryan Budd il 14 dicembre 2006 del 3º reggimento paracadutisti britannico per due azioni di "leadership ispiratrice e di grandissimo valore" che lo portarono alla morte durante le azioni contro i Talebani in Afghanistan a luglio e ad agosto 2006.
È stato annunciato il 2 luglio 2007 che il caporale Bill Apiata dello Special Air Service neozelandese è stato insignito della Victoria Cross neozelandese per aver trasportato un compagno gravemente ferito per 70 metri su un terreno roccioso sotto il fuoco nemico di una mitragliatrice pesante durante il conflitto in Afghanistan nel 2004.

### Victoria Cross cancellate
Il regolamento originale comprendeva una clausola che prevedeva la cancellazione di una persona dal registro ufficiale a seguito di circostanze abiette, con l'annullamento del compenso. Re Giorgio V pensava che l'onorificenza non avrebbe mai dovuto essere ritirata, e lo espresse energicamente in una lettera al suo segretario privato Lord Stamfordham il 26 luglio 1920:
Dopo questo intervento le regole riguardante l'annullamento vennero modificate nel 1931 e otto persone a cui erano state ritirate le medaglie vennero reinseriti nell'elenco ufficiale.

## Valore

### Vendite
Alcune persone vendettero la propria medaglia, spesso per evitare dispute tra i propri figli. Il valore intrinseco della Victoria Cross può essere osservato dalle somme che raggiungono durante le aste. Nel 1955 la medaglia assegnata a Edmund Barron Hartley venne venduta per la cifra record di 300 sterline. Nell'ottobre del 1966 una medaglia ricevuta per le azioni durante la battaglia della Somme venne acquistata a una cifra di 900 sterline. Nel gennaio del 1969 la Victoria Cross di William Rennie raggiunse le 1 700 sterline. Recentemente, nell'aprile del 2004, la medaglia conferita nel 1944 al sergente Normal Jackson della Royal Air Force venne battuta all'asta per un valore di 235 250 sterline.
Il 24 luglio 2006 a un'asta a Sydney, la Victoria Cross assegnata al capitano Alfred Shout raggiunse il record mondiale di 1 milione di dollari australiani. Il capitano Alfred Shout venne insignito postumo della Victoria Cross nel 1915 per un combattimento corpo a corpo nelle trincee di Lone Pine a Gallipoli in Turchia.

### Furti
Data la rarità dell'onorificenza e delle sue vendite, la Victoria Cross ha un grande valore nel mercato nero: diverse medaglie sono state rubate e raggiungono alti prezzi essendo state inserite nell'elenco degli oggetti rubati dell'Interpol.
La Victoria Cross assegnata a Milton Fowler Gregg, che fu donata al Royal Canadian Regiment Museum in Canada nel 1979 venne rubata il giorno della festa nazionale canadese (1º luglio 1980) quando il museo era sovraffollato e non è stata più recuperata. Un'altra medaglia, assegnata nel 1917 al caporale canadese Filip Konowal venne rubata dallo stesso museo nel 1973 e recuperata solo nel 2004.
Il 2 dicembre 2007, nove Victoria Cross erano comprese tra le circa 100 medaglie rubate dal QEII Army memoria Museum a Waiouru in Nuova Zelanda per un valore totale di circa 20 milioni di dollari neozelandesi. Tra esse è presente anche la medaglia di Charles Upham. È stata offerta una ricompensa di 300 000 dollari neozelandesi in cambio di informazioni che permettano di recuperare le medaglie e assicurare alla giustizia i ladri. Lord Ashcroft ha contribuito in modo significativo all'ammontare di questa ricompensa. Il 16 febbraio 2008 la polizia neozelandese ha annunciato che grazie alla ricompensa, tutte le medaglie sono state recuperate.

## Collezioni

### Collezioni pubbliche
Nel 2004 è stato situato un monumento nell'Abbazia di Westminster nei pressi della tomba al Milite Ignoto. L'abbazia contiene monumenti a varie figure chiave della storia britannica come Charles Darwin e Giacomo I. Per questo motivo è stato ritenuto il luogo più opportuno per onorare la Victoria Cross.
I musei nazionali che possiedono un numero significativo (almeno dieci) di Victoria Cross sono:
| In Inghilterra                     | In Inghilterra             | In Inghilterra     |
| Museo                              | Località                   | Numero di medaglie |
| ---------------------------------- | -------------------------- | ------------------ |
| Imperial War Museum                | Kennington, Londra         | 40                 |
| National Army Museum               | Chelsea, Londra            | 39                 |
| Royal Green Jackets Museum         | Winchester, Hampshire      | 34                 |
| Royal Engineers Museum             | Gillingham, Kent           | 26                 |
| Army Medical Services Museum       | Mytchett, Surrey           | 22                 |
| Royal Regiment of Artillery Museum | Woolwich, London           | 20                 |
| Queen's Own Highlanders Museum     | Ardersier, Inverness-shire | 16                 |
| South Wales Borderers Museum       | Brecon, Wales              | 16                 |
| Green Howards Regimental Museum    | Richmond, Yorkshire        | 15                 |
| Royal Fusiliers Museum             | Torre di Londra            | 12                 |
| National Maritime Museum           | Greenwich, London          | 11                 |
| National War Museum of Scotland    | Castello di Edimburgo      | 11                 |
| RAF Museum                         | Hendon, London             | 11                 |
| Sherwood Foresters Museum          | Nottingham                 | 11                 |
| Gurkha Museum                      | Winchester, Hampshire      | 10                 |
| Royal Marines Museum               | Portsmouth, Hampshire      | 10                 |
| Royal Welch Fusiliers Museum       | Caernarfon Castle, Wales   | 10                 |
| Fuori dall'Inghilterra             |                            |                    |
| Australian War Memorial            | Canberra, Australia        | 61 (nota 2)        |
| Canadian War Museum                | Ottawa, Ontario            | 33                 |
| QEII Army Memorial Museum          | Waiouru, New Zealand       | 11                 |

(nota 1 = molte medaglie sono in prestito ai musei e sono di proprietà di privati)
(nota 2 = è la più grande collezione pubblica del mondo, e comprende tutte le nove Victoria Cross assegnate ai soldati australiani a Gallipoli)

### Collezioni private
il canonico William Lummis (1886–1985) è stato uno storico militare che ha creato un archivio dei registri di servizio di coloro che erano stati insigniti della Victoria Cross. Questo archivio è stato riassunto in un lavoro che è stato considerato una fonte autorevole di informazioni. Tuttavia, a causa di alcune lacune, Lummin incoraggiò David Harvey nel continuare il lavoro. Da queste ricerche Harvey pubblicò il libro Monuments to Courage. Nel 2007 le poste britanniche hanno utilizzato dei materiali dagli archivi di Lummis per creare una collezione di francobolli commemorativi su coloro che sono stati decorati con la Victoria Cross.
Lord Ashcroft ha accumulato una collezione privata di oltre 140 Victoria Cross, iniziando nel 1986 e raggiungendo una quantità di medaglie pari a un decimo di tutte quelle assegnate. Le medaglie, raccolte in quella che viene chiamata la Collezione Ashcroft, sono raffigurate in un libro dedicato alla collezione e pubblicato nel novembre 2006.

## Onorificenze simili

### Nel Regno Unito
- George Cross - la medaglia di maggior valore per il coraggio dimostrato non di fronte al nemico. È di rango equivalente alla Victoria Cross.
- Elizabeth Cross -
- Conspicuous Gallantry Cross - la seconda medaglia per importanza assegnata per atti di valore di fronte al nemico.
- Dickin Medal - la Victoria Cross per gli animali.